# Ikizukuri

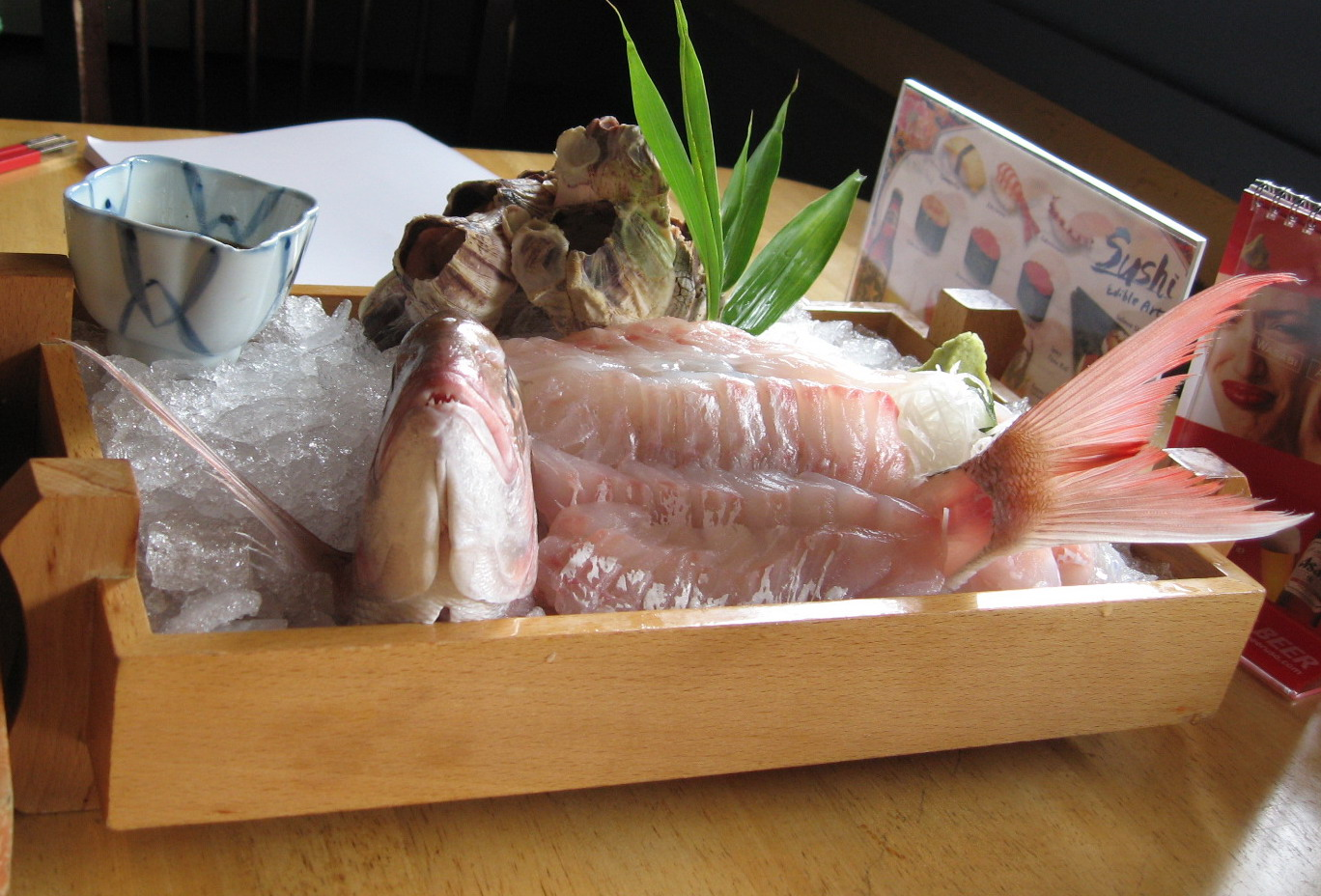
Pescado fresco servido como sashimi.

En la cocina japonesa, ikizukuri (生き作り?  preparado vivo) es la preparación de sashimi de un animal vivo.
Ikizukuri por lo general comienza con la selección por parte del cliente, en un acuario en el restaurante, los animales (camarón, pulpo, langosta, una variedad de peces) que desea comer. El chef, casi siempre un chef sashimi con años de experiencia y aprendizaje, saca la pieza del acuario y lo filetea y destripa, pero sin matar al animal, que se sirve en un plato, en rodajas, con el corazón todavía palpitando.
Ikizukuri de pescado se compone de delgadas rodajas a veces se añade trozos de limón, una decoración de jengibre, o nori (alga marina). Calamares y pulpos pequeños son por lo general envueltos alrededor de un palillo y se comen enteros.